# Järna (Vansbro)
Järna è un'area urbana della Svezia situata nel comune di Vansbro, contea di Dalarna.
La popolazione rilevata nel censimento 2010 era di 1 413 abitanti .